# Glyphis glyphis
Glyphis glyphis és una espècie de peix de la família dels carcarínids i de l'ordre dels carcariniformes.

## Morfologia
Els mascles poden assolir els 100 cm de longitud total.

## Distribució geogràfica
Es troba al Pacífic occidental.